# تاريخ دستور المملكة المتحدة
يتعلق تاريخ دستور المملكة المتحدة بتطور القانون الدستوري البريطاني من تشكيل إنجلترا وويلز واسكتلندا وأيرلندا حتى يومنا هذا. يعود تاريخ دستور المملكة المتحدة، رغم أنه بدأ رسميًا في عام 1800، إلى فترة طويلة قبل أن تتشكل بالكامل الدول الأربع وهي إنجلترا واسكتلندا وويلز وأيرلندا.
يُعد دستور المملكة المتحدة تراكمًا للعديد من القوانين والسوابق القضائية والاتفاقيات والمعاهدات وغيرها من المصادر التي يمكن الإشارة إليها مجتمعة باسم الدستور البريطاني. وبالتالي، فمن الأصح وصف دستور بريطانيا بأنه دستور غير معدّل، وليس دستورًا غير مكتوب.

## بريطانيا القديمة والرومانية
قبل فتح الإمبراطورية الرومانية، كانت بريطانيا وأيرلندا مأهولة بمهاجرين سلتيين من القارة الأوروبية، لكنهم لم يتركوا أي تاريخ قانوني مسجل. قرب نهاية الجمهورية الرومانية في عامي 55 و54 قبل الميلاد، غزا القنصل السابق وقائد الفيلق يوليوس قيصر بريطانيا خلال حروب الغال الواسعة. لم يؤسس هذا الغزو احتلالًا دائمًا، إذ عاد قيصر إلى روما، وأصبح ديكتاتورًا واغتيل. حُولت الجمهورية إلى إمبراطورية، عندما تولى وريث قيصر أغسطس السلطة في 27 قبل الميلاد. في عهد كلوديوس، حفيد زوجة أوغسطس، ليفيا، غُزيت بريطانيا عام 43 بعد الميلاد. بموجب دستور روما غير المعدل، كانت بريطانيا الرومانية تدار من قبل حاكم، وعادة ما يكون عضوًا في مجلس الشيوخ ولكن يعينه الإمبراطور لسجله العسكري. كانت لندينيوم عاصمة مقاطعة يبلغ عدد سكانها 60 ألف نسمة، وكانت بريطانيا مجتمعًا عالميًا يبلغ عدد سكانه حوالي 3 ملايين شخص. كان القانون الروماني مبنيًا على اقتصاد العبيد والعسكرة. بنى هادريان جدارًا من عام 122 كجزء من حدود الإمبراطورية، ولكن سرعان ما نُقل شمالًا بواسطة أنطونينوس بيوس من عام 142. كان قسطنطين الكبير متمركزًا في يورك عام 306 عندما غادر ليطالب بلقب الإمبراطور. زحف قسطنطين إلى روما عام 312، وأصدر مرسومًا بميلانو عام 313. أثار هذا سلسلة من الأحداث إذ تولت الكنيسة المزيد والمزيد من السلطة على القانون. ولكن تحت هجوم مستمر، بدأت الإمبراطورية بالانهيار وتُركت بريطانيا في عام 407. لم يدخل القانون الثيوديسي الصادر عام 438، ولا قانون جستنيان الأول عام 534 في قوانين بريطانيا.

## العصور المظلمة
في العصور المظلمة، خلال صراعات السلطة بين الأنجلو ساكسون والبريطانيين والدنماركيين والفايكنغ، عقد الملوك مجالس منتظمة، تسمى ويتان، تتألف من اللوردات وقادة الكنيسة.
تشكلت مملكة إنجلترا في منتصف القرن التاسع. أصدر ألفريد الأكبر قوانين كملك لساكسون الغربية، وما يُعرف الآن باسم إنجلترا جاء في عام 927 بعد الميلاد عندما سقطت آخر الممالك السبعة تحت حكم ملك الإنجليز، أثيلستان. في 14 أكتوبر 1066، قُتل الملك هارولد الثاني ملك إنجلترا أثناء قيادته لرجاله في معركة هاستينغز ضد الدوق ويليام من النورماندي. غير هذا الحدث مجرى التاريخ الإنجليزي تمامًا. حتى عام 1066، كانت إنجلترا تحكم من قبل الملوك الذين تم انتخابهم من قبل ويتان (أي الحكماء). كانت هناك عناصر مختلفة للديمقراطية على المستوى المحلي أيضًا، تُعرف باسم فولكموت.
لم يُوضع قانون عام واحد عبر إنجلترا تحت حكم ملك واحد حتى الغزو النورماندي عام 1066.

## العصور الوسطى
تحت حكم ويليام الفاتح، وبنصيحة مجلس الملك، جُمع كتاب يوم القيامة عام 1086 إذ فهرس جميع الأراضي والأعمال لفرض الضرائب. كان 12 بالمئة فقط من الناس أحرارًا، في حين أن النظام الإقطاعي جعل آخرين أقنانًا أو عبيدًا أو بوردار أو كوتار. منح هنري الأول ملك إنجلترا (1068-1135) أيضًا ميثاق الحريات، ومجموعة من التأكيدات للبارونات بما في ذلك أنه برحمة الله والمشورة العامة لبارونات مملكة إنجلترا بأكملها توجتُ ملكًا على هذه المملكة.
في عام 1190، انضم ريتشارد قلب الأسد، الذي كان وثيق الارتباط بالبابا في روما، إلى الحملة الصليبية الثالثة لغزو الأرض المقدسة، ولكن بتكلفة باهظة. أدت الضرائب التي فرضها ريتشارد الأول وخليفته الملك جون لدفع ثمن الحروب إلى استياء شديد، وأجبرت الطبقة الأرستقراطية الملك على التوقيع على ماغنا كارتا عام 1215. كان هذا التزامًا بعقد مشورة عامة قبل فرض أي ضرائب، وعقد المحاكم في مكان ثابت، وإجراء المحاكمات وفقًا للقانون أو أمام أقران المتهم، وضمان حرية تنقل الأشخاص من أجل التجارة، وإعادة الأرض المشتركة. أدى عدم الالتزام بماغنا كارتا إلى حرب البارونات الأولى، وظهرت الأسطورة الشعبية لروبن هود؛ مشارك في الحملة الصليبية عائد سرق من الأغنياء ليهب للفقراء. وسرعان ما أعيد صياغة الالتزامات المتعلقة بالأرض المشتركة في ميثاق الغابة 1217، الذي وقعه هنري الثالث في سانت بول. أثبتت هذه الوثائق أن الملك، حتى مع وجود سلطة واضحة من الله، كان ملزمًا بالقانون، ويظل أقرب نهج إلى قانون أساسي لا يمكن إلغاؤه في إنجلترا. كان هنري الثالث في التاسعة من عمره عندما أصبح ملكًا وهكذا كانت البلاد تحكم من قبل الوصاة حتى بلغ العشرين من العمر. تحت ضغط من البارونات قاده سيمون دو مونتفورت إيرل ليستر السادس، قبل هنري أحكام أكسفورد وأحكام ويستمنستر وأول برلمان إنجليزي تمثيلي. كانت المراسيم لعام 1311 عبارة عن سلسلة من اللوائح التي فرضها اللوردات ورجال الدين على الملك إدوارد الثاني لتقييد سلطة الملك.
طوال العصور الوسطى، كانت الأرض المشتركة مصدرًا لرفاهية عامة الناس، والعمال الفلاحين المرتبطين بنظام السيطرة الإقطاعي. في عام 1348، ضرب الطاعون الأسود إنجلترا وقتل حوالي ثلث السكان. عندما فقد الفلاحون أسيادهم، وكان هناك نقص في العمال، ارتفعت الأجور. استجاب الملك والبرلمان بقانون العمال 1351 لتجميد زيادة الأجور. أدى ذلك إلى ثورة الفلاحين عام 1381، إذ طالب القادة بوضع حد للإقطاع، وبأن يكون كل شيء مشتركًا. رغم القمع العنيف للثورة، انهارت العبودية والقنانة، إلا أن معظم الناس ظلوا بدون أي حرية تُذكر في الحقوق السياسية أو الاقتصادية.
نظرًا لأن تربية الأغنام أصبحت أكثر ربحية من العمل الزراعي، فقد حرمت إغلاقات الأراضي المشتركة المزيد من الناس، وتحولوا إلى فقراء وعوقبوا. في عهد هنري الثامن، للانتهاء من الطلاق من كاثرين أراغون والزواج من آن بولين (التي سرعان ما قطع رأسها بسبب الخيانة الزوجية المفترضة)، أعلن انفصال كنيسة إنجلترا عن روما في قانون التفوق 1534، إذ يكون الملك رئيسًا للكنيسة. وحد قانون ويلز لعام 1535 ويلز وإنجلترا في نظام إداري واحد، بينما أصبح الملك أكثر استبدادًا، وأعدم اللورد المستشار، السير توماس مور في عام 1535، وحل الأديرة وقتل من قاوموها. بعد وفاة هنري الثامن، وصراعات على السلطة بعد وفاة ابنه إدوارد السادس في سن 15، تولت إليزابيث الأولى، ابنة هنري الثامن وآن بولين، العرش عام 1558. تبع ذلك نصف قرن من الازدهار إذ تجنبت إليزابيث الأولى الحروب إلى حد كبير.
أعاد قانون التفوق الثاني 1559 السلطات على الكنيسة إلى إليزابيث الأولى، ما عكس قوانين ماري الأولى الكاثوليكية، وطالب جميع أصحاب المناصب بما في ذلك رجال الدين بأداء قسم الولاء للاعتراف بالملكة باعتبارها الحاكم الأعلى لكنيسة إنجلترا. بعد هزيمة الأسطول الإسباني عام 1588، شعر البرلمان بالأمان، وبالتالي قلل من ولائه للنظام الملكي. كان مستويي الإدارة هما مجلس اللوردات، المؤلف من أقران مؤثرين من المجال واللوردات الروحانيين، ومجلس العموم، الذي يتألف من أعضاء ممثلين للأرستقراطية والطبقة الوسطى. تضاعف حجم مجلس العموم بسبب ازدهار الطبقة الوسطى خلال تلك الفترة. بدأ المتشددون في مجلس العموم يطالبون بمزيد من الحقوق، لكن مطالبهم لم تلقَ آذانًا صاغية. واجه جيمس الأول مشاكلًا معهم فيما بعد.
قبل عام 1600، أسس التاج الملكي شركات بما في ذلك شركة الهند الشرقية لاحتكار طرق التجارة. في عهد خليفتها، جيمس الأول، أنشِئت المزيد من الشركات لاستعمار أمريكا الشمالية، بما في ذلك شركة لندن وشركة فيرجينيا في عام 1606، وشركة خليج ماساتشوستس في عام 1628. غادر العديد من المعارضين الدينيين إنجلترا للاستقرار في العالم الجديد.